# 82. вечити дерби у фудбалу
82. вечити дерби у фудбалу је фудбалска утакмица одиграна у Београду 3. априла 1988. године, између Црвене звезде и Партизана. Утакмица се завршила резултатом 1 : 1 (1 : 0).